# Lečchumi
Lečchumi (gruzínsky ლეჩხუმი) je historický region na severozápadě Gruzie. Má rozlohu 722 km² a 17 000 obyvatel. Leží v povodí řek Cchenisckali a Rioni a jeho střediskem je město Cageri. Od roku 1995 je administrativní součástí kraje Rača-Lečchumi a Dolní Svanetie.
V době železné zde vzkvétala kolchidská kultura. Ve středověku byla oblast známá jako Takveri a Prokopios z Kaisareie ji uvádí pod názvem Scymnia. Od roku 1455 byla oblast součástí Imeretského království a od roku 1714 patřila pod Samegrelo. Pod ruskou nadvládou zde vznikl Lečchumský ujezd.
Hornatá oblast je nazývána „gruzínské Švýcarsko“ a dominuje jí hora Chvamli, kde byl podle pověsti upoután Prométheus. Nacházejí se zde četné louky a kaštanovníkové a habrové lesy, významná je výroba vína, především odrůdy usacheluri. V Lečchumi je mnoho historických pevností jako např. Dechviri a Murisciche.